# Simeri Crichi
Simeri Crichi község (comune) Olaszország Calabria régiójában, Catanzaro megyében.

## Fekvése
A megye északkeleti részén fekszik, a Jón-tenger partján. Határai: Catanzaro, Sellia, Sellia Marina és Soveria Simeri.

## Története
Két település egyesítésével jött létre. Crichit a 18. században alapították selliai lakosok, míg Simeri eredete a középkorra nyúlik vissza, valószínűleg a 13-14. századra. A 19. század elején, amikor a Nápolyi Királyságban felszámolták a feudalizmust Cricchi előbb Soveria Simeri része lett, majd az 1820-as években egyesítették Simerivel, új községet alapítva.

## Népessége
A népesség számának alakulása:

## Főbb látnivalói
- San Nicola di Bari-templom
- Santa Lucia-templom